# Shahu II.

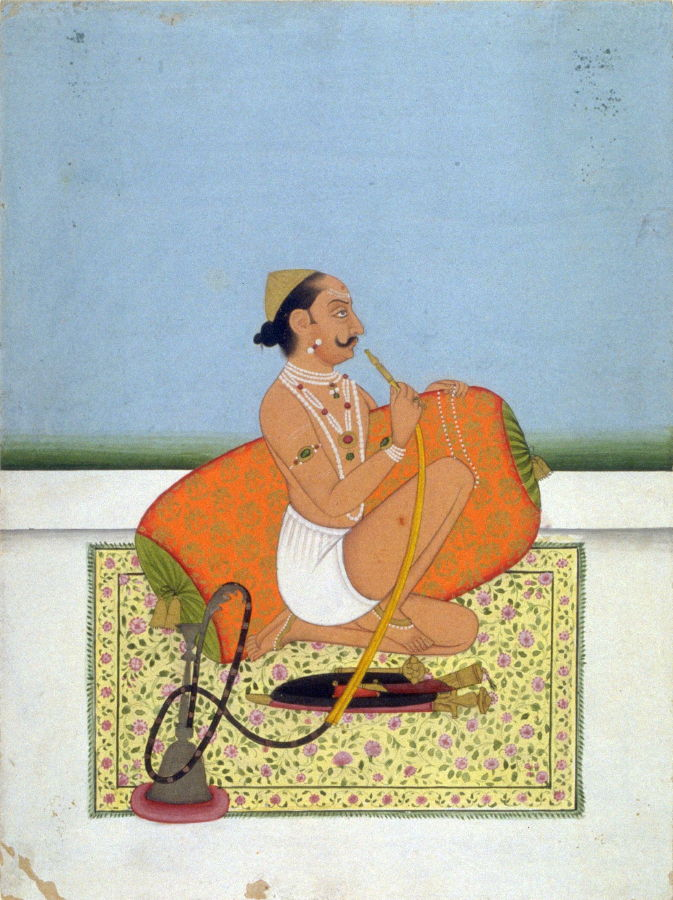
Shahu II.

Der Marathenführer (chhatrapati) Shahu II. (eigentlich Vithoji Bhonsle; * 1763; † 3. Mai 1808) regierte von 1777 bis zu seinem Tod von Satara aus nominell das in zahlreiche Fürstentümer zerfallene Marathenreich. De facto jedoch waren sein Erster Minister (peshwa) Baji Rao II. und dessen Rivale Jaswant Rao Holkar seit dem Jahr 1795 die dominierenden Figuren auf Seiten der Marathen-Konföderation. Während der Herrschaftszeit Shahus II. gewannen die Marathen den Ersten Marathenkrieg (1775–1782) gegen die Briten, verloren aber den Zweiten (1803–1805).